# Mark Ryder
Mark Ryder (ur. 7 grudnia 1989. w Belfaście) – północnoirlandzki aktor filmowy i telewizyjny, nalepiej znany jako Cesare Borgia w serialu historycznym Prawdziwa historia rodu Borgiów (Borgia).

## Filmografia

### Filmy fabularne
- 2009: Pięć minut nieba (Five Minutes of Heaven) jako młody Alistair Little
- 2010: Robin Hood jako wnuk Barona Baldwina
- 2011: Albatros jako Rich
- 2011: Libertatia (film krótkometrażowy) jako Gabriel
- 2012: Good Vibrations jako Greg

### Seriale TV
- 2009: Small Island jako Kip
- 2010: Coming Up
- 2011–2014: Prawdziwa historia rodu Borgiów (Borgia) jako Cesare Borgia